# Tel Agol
Tel Agol (hebrejsky: תל עגול) je pahorek o nadmořské výšce cca 330 metrů v severním Izraeli, v Dolní Galileji.
Leží na severním okraji masivu Giv'at ha-More, v místech kde terén postupně klesá do údolí Bik'at Ksulot, které je východním výběžkem zemědělsky využívaného Jizre'elského údolí, cca 8 kilometrů severovýchodně od města Afula a cca 2 kilometry východně od vesnice Najn. Má podobu výrazného, převážně zalesněného kužele, který vystupuje z okolní krajiny. Jde o vrch sopečného původu. Na jih a západ od něj se rozkládají vojenské a průmyslové areály včetně průmyslové zóny Alon ha-Tavor. Původní krajinný typ je dochován na sever od pahorku, kde zalesněné svahy klesají do údolí Bik'at Ksulot, kam směřuje podél východních svahů pahorku i vádí Nachal ha-Kosemet.